# Aeroporto di Firenze (azienda)
AdF - Aeroporto di Firenze SpA è stata la società che ha gestito l'Aeroporto di Firenze-Peretola dal 1984 (con il nome di Saf - Società Aeroporto Fiorentino) al 31 maggio 2015.
Il 1º giugno 2015 è subentrata nella gestione dello scalo aeroportuale fiorentino Toscana Aeroporti S.p.A., nata dalla fusione per incorporazione di AdF S.p.A. in SAT S.p.A. che invece gestiva l'aeroporto di Pisa.
La società fiorentina era quotata alla Borsa di Milano nel segmento Standard Classe 1 (AFI.MI, ISIN: IT0000346798).